# أنديرة قلبية
أنديرة قلبية (الاسم العلمي:Andira cordata) هي نوع من النباتات تتبع جنس الأنديرة من الفصيلة البقولية.